# Kasteel van Foix
Het Kasteel van Foix (Frans: Château de Foix) is een kasteel in de Franse gemeente Foix. Het kasteel is een beschermd historisch monument sinds 1840.
in de 10e eeuw kwam op de rots boven de Ariège het kasteel van de heren en, vanaf het begin van de 11e eeuw, de graven van Foix. Dit eerste kasteel bestond uit een enkele toren en een vestingmuur. In de 12e eeuw werden een tweede toren en een gebouw tussen beide torens gebouwd. In de 15e eeuw werd een derde, ronde toren gebouwd. Het kasteel deed dan al niet meer dienst als residentie van de graven van Foix maar huisvestte sinds de 14e eeuw een garnizoen. In de 18e eeuw werd het kasteel een kazerne en daarna een gevangenis. In de 19e eeuw restaureerde Paul Boeswildwald het kasteel naar zijn middeleeuwse uiterlijk. Latere toevoegingen werden gesloopt. In de jaren 1950 werd het Musée départemental de l’Ariège gevestigd in het kasteel.

## Afbeeldingen

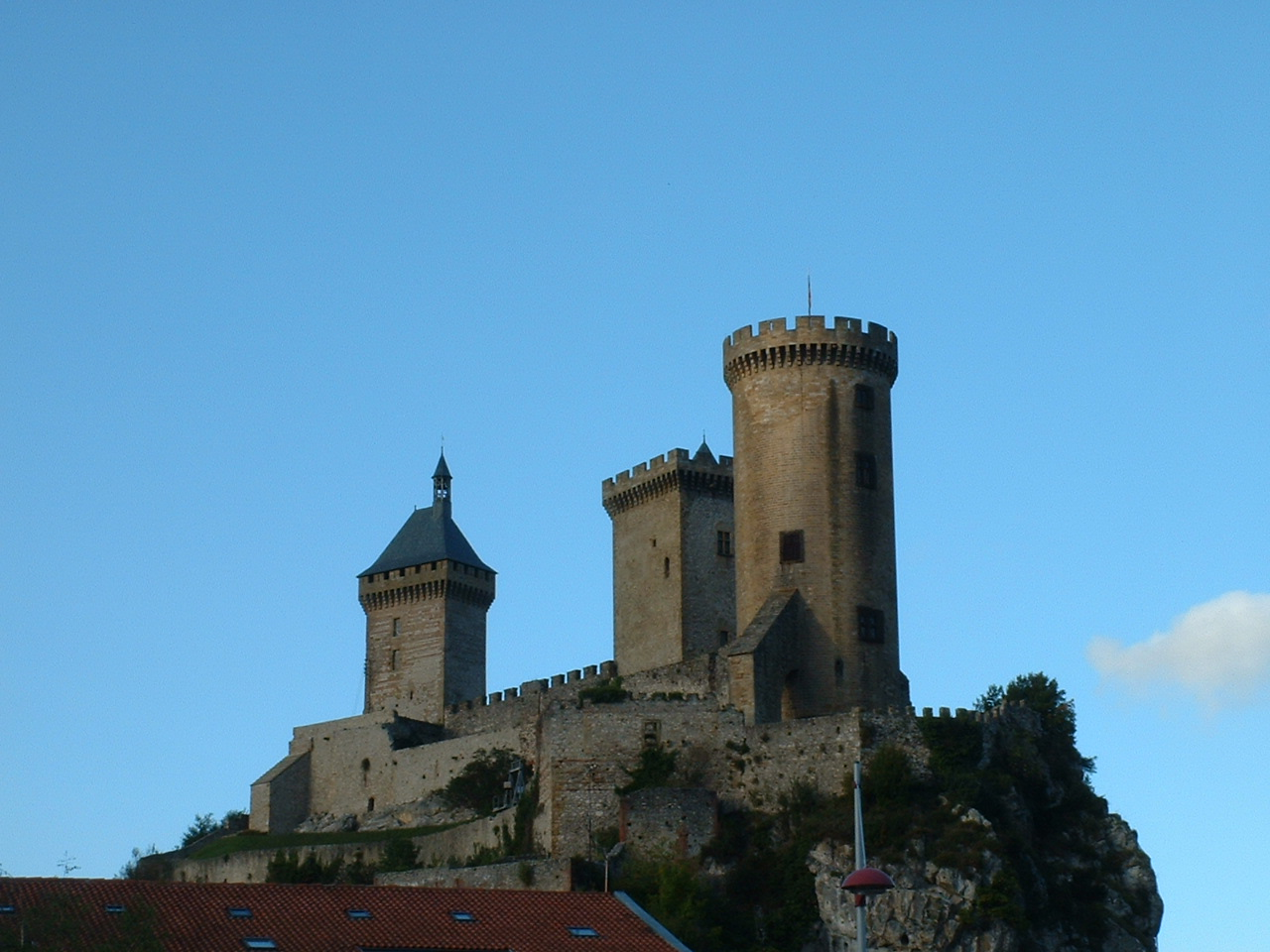
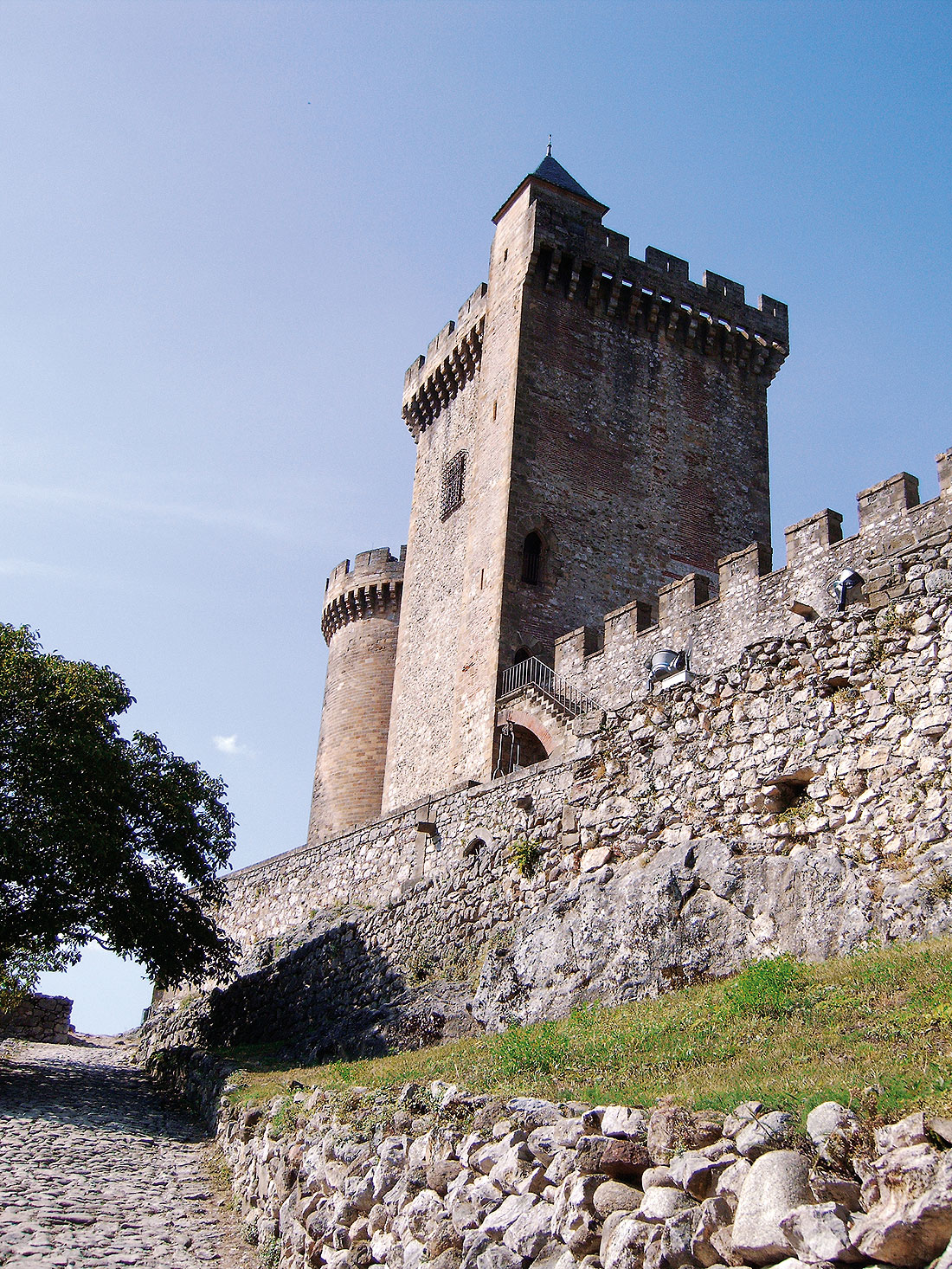
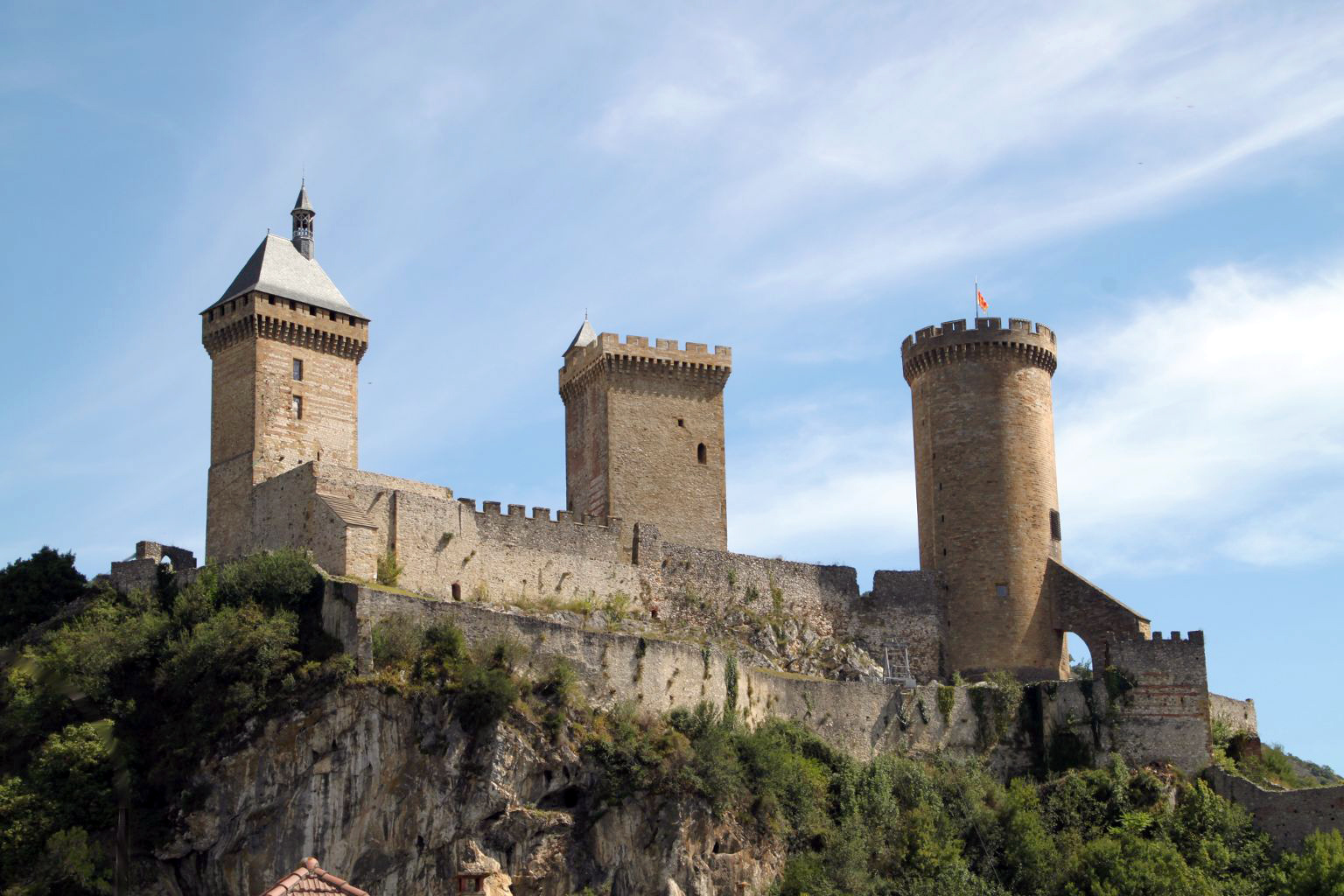
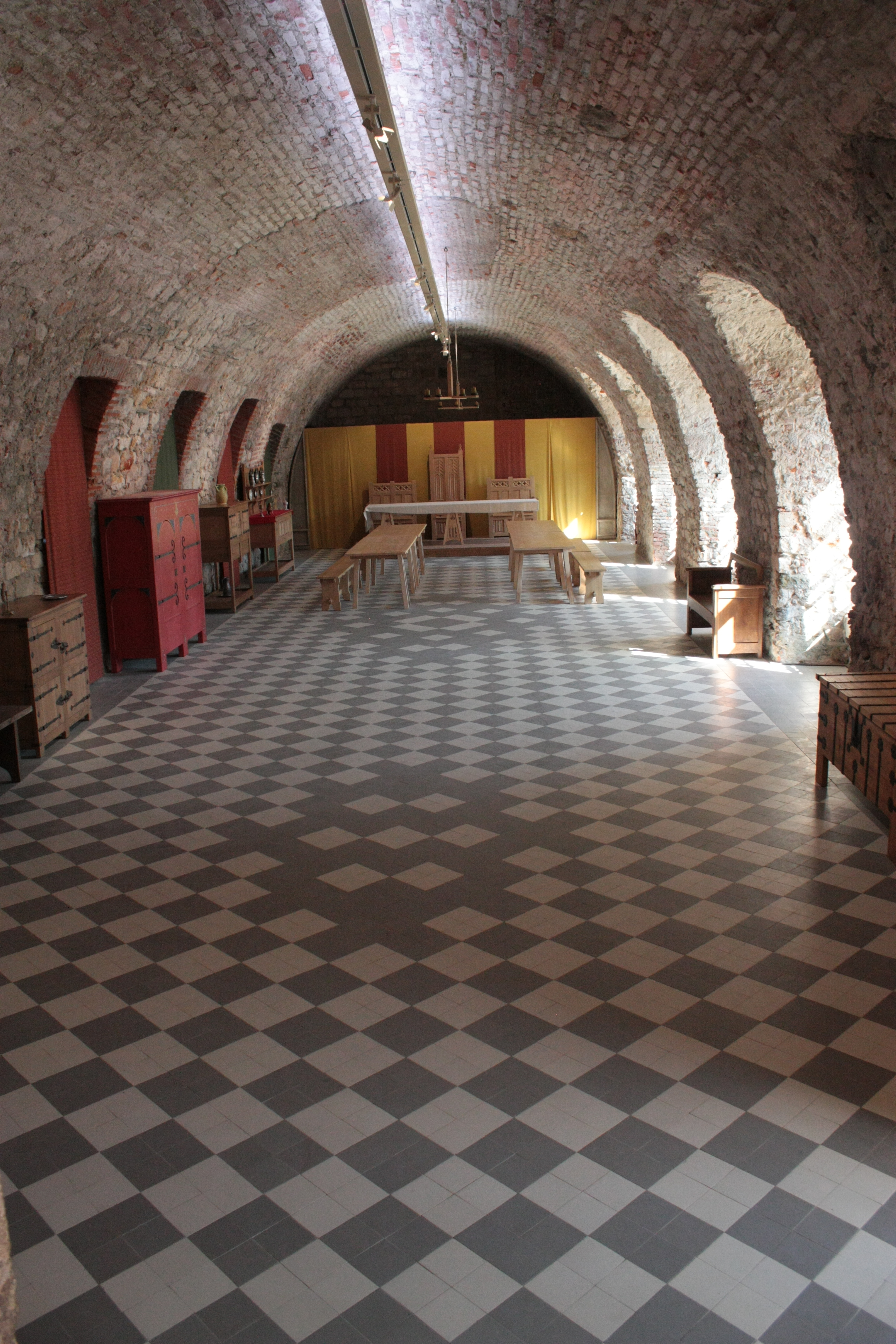
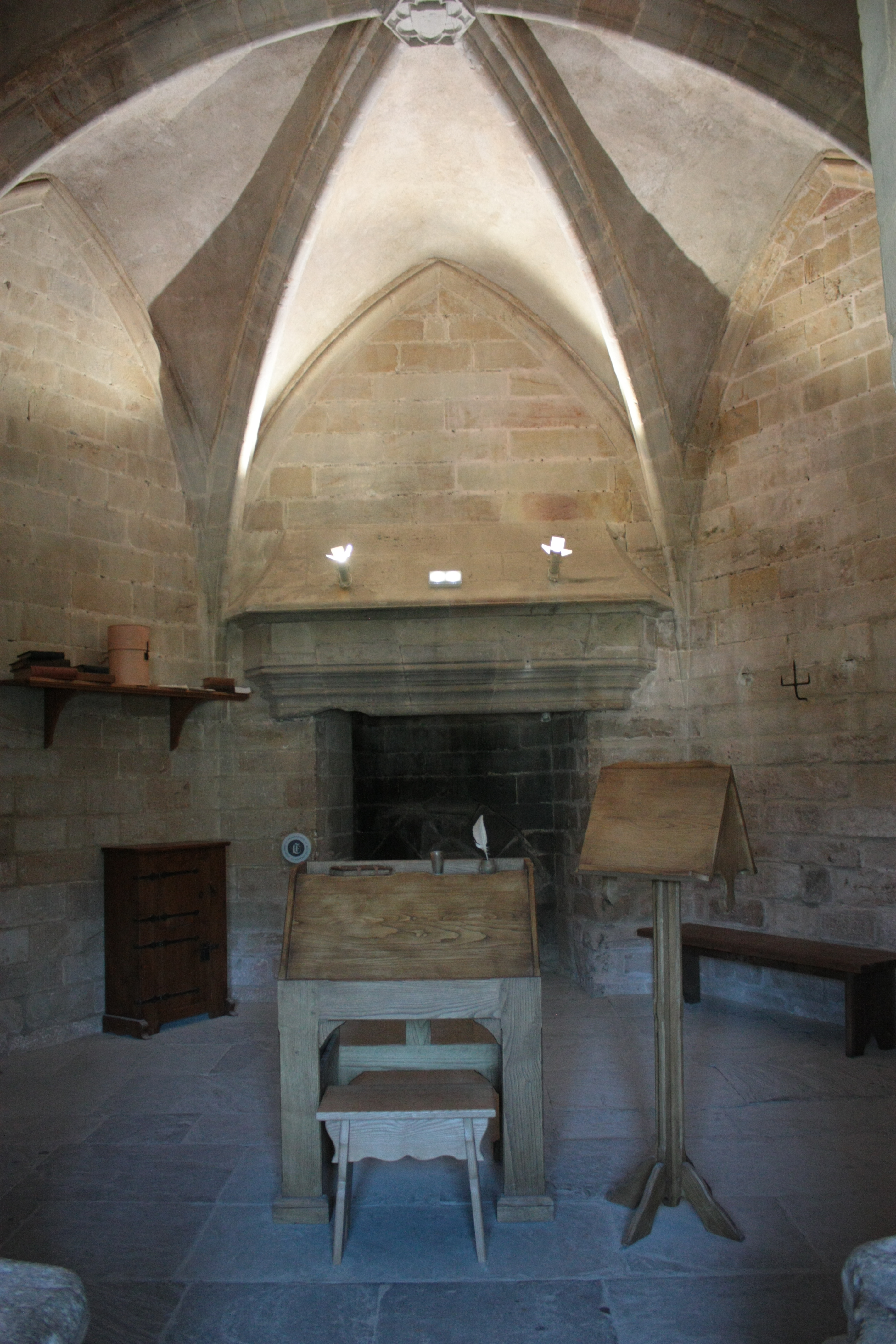